# Ichneumon partitus
Ichneumon partitus är en stekelart som beskrevs av Gmelin 1790. Ichneumon partitus ingår i släktet Ichneumon och familjen brokparasitsteklar. Inga underarter finns listade i Catalogue of Life.